# نيكولاي كيزيليوف
نيكولاي كيزيليوف (مواليد 29 نوفمبر 1946) هو لاعب كرة قدم. لعب مع منتخب الاتحاد السوفييتي لكرة القدم. سبق له أن لعب في كأس العالم لكرة القدم مع منتخب بلاده.

## روابط خارجية
- نيكولاي كيزيليوف على موقع الاتحاد الدولي (مؤرشف)  (الإنجليزية)
- نيكولاي كيزيليوف على موقع قاعدة بيانات كرة القدم.إي يو (الإنجليزية)
- نيكولاي كيزيليوف على موقع ناشيونال فوتبول تيمز (الإنجليزية)